# Kont Ignác
Kont Ignác, születési és 1878-ig használt nevén Kohn Ignác (Tét, 1856. október 27. – Párizs, 1912. december 22.) zsidó származású magyar irodalomtörténész, középiskolai tanár, majd a párizsi Sorbonne tanára; a Kisfaludy Társaság és Petőfi Társaság levelező tagja.

## Pályája
Szegény zsidó családból származott, Kohn Mózes és Apfel Janka fia; négyéves korában szüleivel Győr-Szigetbe költözött. 1867-től nyolc évig a győri Benedek-rendi főgimnáziumban tanult; az iskolai tárgyak mellett a héber, a francia és az angol nyelvekben gyakorolta magát. 1875-ben a bécsi egyetemre ment, ahol klasszika-filológiát hallgatott; közben ókori történelmi, német irodalmi és más előadásokat is látogatott. 1877-ben Budapestre jött az egyetem harmadik évfolyamának befejezése végett, itt a tanárképző intézet tagja lett. 1878-ban Győrött önkéntes katonai szolgálatot teljesített, közben családi nevét Kontra változtatta. 1879-ben filológiából és németből doktori oklevelet szerzett. Bár még két évig hospitált és tanított, másutt kellett keresnie kenyerét: a Pesti Naplóba tárcákat és tudományos társulatokról jelentéseket írt. 1881-ben az egyetemen magántanárként kezdett működni, a következő évben továbbképzésre Párizsba ment, ahol többek között a Sorbonne előadásait látogatta. Miután tanári vizsgát tett, Franciaországban maradt. 1883 végén Auxerre város kollégiumába tanárnak nevezték ki, két évvel később Issoire-ba (Puy-de-Dôme) helyezték át. 1886-ban a minisztériumtól ösztöndíjat kapott a Sorbonne-ra, ennek segítségével megszerezte a francia doktori címet. Előbb Lorient-ban (Morbihan), azután Le Havre-ban, majd 1892-től Párizsban német nyelvet és irodalmat tanított. 1902-től a Sorbonne-on a magyar nyelv és irodalom magántanára, 1907-től rendkívüli tanára volt.

## Munkássága
Irodalomtörténeti tanulmányait magyarul, németül és franciául közölte. Az 1890-es évektől kezdve számos magyar és német tudományos témát dolgozott ki francia nyelven. Két munkáját a Francia Akadémia jutalommal tüntette ki. Élete egyik fontos céljául szellemi életünk és irodalmunk külföldi ismertetését tűzte ki, magyar összeköttetéseit gondosan ápolta.

### Cikkei
Cikkei az Egyetemes Philologiai Közlönyben 1878-tól (Publilius Syrus, 1879. Euripides vallási szempontból, 1880-84. Aristophanes vallási szempontból, Aristophanes mint műbiráló a Békákban, A szenvedő Krisztus, Euripides Rhesosa, Minerva Rómában, A Saturnáliák és könyvismertetések. 1884 után öt ízben a francia filológiai irodalomról bő tudósítás, melyek a görög, latin, francia és idegen irodalmak terén megjelent francia műveket mutatták be; 1889. Egy magyar főorvos könyve a XVIII. századból, 1897. Kupecky Ignác Klotz műveiben); a Magyar Tanügyben (1879–1881. több fordítás, pedagógiai tárgyú: A francia atheni iskoláról és Csiky Sophokles fordításáról és könyvism.); a Pesti Naplóban (1880–82. könyvismert. és tudom. intézetekről, 1880. 188. sz. Plutarchos hajdan és most); a Kisfaludy Társaság Évlapjaiban (Uj F. XVII. Euripides), a Budapesti Szemlében (1887. könyvism.); az Ungar. Revueben (1881. a magyar philologiai irodalomról); a Pester Lloydban (1890., 1893., 208., 209. sz. Französische Literatur és több cikk a francia fő- és középiskolai reformokról és irodalomtörténeti cikkek).

### Cikkei franciául
Kritikai cikkeket írt franciául a Revue de l'enseignement des langues vivantes (1885. L'accueil de Poésie et Vérité en France, 1886. Les Attaques de Schlegel contre Euripide, 1888. Les parabases d'Aristophane et celles de Platen, Wieland, Matériaux pour servir aux études allemandes en France au XVIII. siècle); a Revue critique d'historie et de littérature-be (1893-től rendes munkatársa, a magyar vonatkozású cikkeket a Chronique et Bulletin c. rovatokban ő írta); a Revue archéologique (1893–1894); a Revue de Philologie-ban 1892-től az Egyet. Philol Közlöny cikkeinek és 1895-től az Archeologiai Értesítőnek az ókorra vonatkozó cikkeinek kivonata); a Revue Universitaire-ben (1893. Quelques mots sur l'instruction publique en Hongrie), a Revue des Études grecques-ben (1893. Lessing et la définition de la tragédie par Aristote, Croiset könyvének ism.); a La Revue Encyclopédique-ben (1894. Le roman hongrois, 1896. Le théâtre hongrois, Le Millénaire de la Hongrie); a L'Etranger-ban (1895. Orateurs et Hommes politiques de la Hongrie, 1897. La Tragédie de l'Homme de Madách); a La Revue Britannique-ban (1896. La littérature hongroise); a Nouvelle Revue-ben (1896. La poésie hongroise et la Millénaire); a Revue des Revues-ben (1896. Vörösmarty, 1897. Le comté Etienne Széchenyi à l'armée des Alliés); a Revue internationale de l'Enseignement-ben (1897. L'Œuvre scolaire de la jeune Hongrie 1867-1896.)

## Művei
- Aristophanes. Bpest, 1880. (Olcsó Könyvtár 97. Doktori disszertációja).
- Sophokles. Collins Vilmos után angolból ford. Uo. 1881. (Olcsó K. 126.)
- Lessing mint philologus. Uo. 1881. (értek. a nyelv- és széptud. kör. IX. 10.)[2]
- M. T. Ciceronis De Imperio Gnaei Pompei oratio ad Quirites (Pro lege Manilia.) Uo. 1883. (Ism. Egyet. Philol. Közl. 1886.)
- Seneca tragédiái. Uo. 1884. (Értek. a nyelv- és széptud. kör. XII. 1. Ism. Egyet. Philol. Közl. 1886.)[3]
- M. T. Ciceronis Pro Sestio. Uo. 1884. (Görög és római remekírók iskolai könyvtára.)
- A görög tragédia. Euripides után. Ugyanott, 1884. (Különnyomat az Egyetemes Philol. Közlönyből.)
- Lessing Fables. Paris, 1889.
- Goethe, Poésie et Verité. Paris, 1890.
- Schiller, Wallenstein. Paris, 1891. Két rész.
- Choix de ballades allemandes. Paris, 1891.
- Choix de Contes et de Fables. Paris, 1892. (a 8-12. sz. munkák iskolai kiadások bevezetésekkel és jegyzetekkel.)
- Lessing et l'Antiquité. Etudes sur l'hellénisme et la critique dogmatique en Allemagne au XVIII-e siècle. Paris, 1894. (Ismert. Arch. Értesítő, Comtes rendus de l'Académie des inscriptions et des belles lettres, Revue Internationale de enseignement, Literarisches Centralblatt, Deutsche Literaturzeitung, Revue critique 1895., Literaturblatt für german. und roman. Philologie 1896.)
- La Hongrie littéraire et scientifique. Paris, 1896. (Ismert. Revue internationale de l'enseignement, Revue bleue, Revue Encyclopédique, Revue britannique, La Vie contemporaine, Journal des Debats 30. mars, Polybiblion, Revue de Paris, a londoni Athenaeum 15. avril, Revista Litteraria, Revue historique, Revue suisse, L'Étranger, Irodalomtört. Közlemények, Akadémiai Értesítő, Budapesti Szemle, Fővárosi Lapok 83. sz., Erdélyi Muzeum Egyetemes Philol. Közlöny 1897.)[4]
- L'enseignement secondaire en Hongrie. Bpest, 1896.
- Histoire de la littérature hongroise. Paris, 1900. (A magyar irodalom fejlődésének ismertetése a francia közönség számára.)
- Étude sur l’influence de la littérature française en Hongrie. Paris, 1902. (A francia irodalom hatásának kimutatása a magyar irodalomra.)
- Un poète hongrois. Michel Vörösmarty. Paris, 1903.
- Geschichte der ungarischen Literatur. Leipzig, 1906. (A magyar irodalom fejlődésének ismertetése a német közönség számára.)
- Petite grammaire hongroise. Paris, 1908. Online Archiválva 2018. június 12-i dátummal a Wayback Machine-ben
- Bibliographie française de la Hongrie. Paris, 1913. (A magyar vonatkozású francia munkák bibliográfiája.)